# Santa Maria del Rosario a Portamedina (Nápoly)
A Santa Maria del Rosario a Portamedina vagy Santa Giovanna d’Arco vagy Rosariello a Portamedina templom Nápoly történelmi központjában, az egykori városkapu, a Porta Medina közelében.

## Története
A templomot 1568-ban építették a Santo Spirito kongregáció számára. A hozzá tartozó kolostor a 17. században épült meg. 1724 és 1742 között jelentősen kibővítették és átépítették. Mai formáját az 1742-es restaurálási munkálatok után nyerte el. Ekkor kapta a külső és belső stukkózásait. A késő barokk homlokzatot valószínűleg Domenico Antonio Vaccaro vagy tanítványa tervezte. 1929-ig a domonkosrendieké volt. A kolostort ezt követően iskolává alakították át. A templombelső egyhajós, két oldalkápolnával. Nincs kupolája. A templom nem látogatható.